# Миклашев
Миклашев (укр. Миклашів) — село в Подберёзцовской сельской общине Львовского района Львовской области Украины.
Население по переписи 2022 года составляло 1016 человек. Занимает площадь 2,22 км². Почтовый индекс — 81140. Телефонный код — 3230.